# Parti communiste des Philippines-1930
Le Parti communiste des Philippines-1930 (PKP-1930), créé le 26 août 1930 (officiellement le 7 novembre 1930), est le premier parti communiste fondé aux Philippines. Il trouve ses origines dans les luttes ouvrières et anti-impérialistes,. Il est ainsi nommé afin de se différencier de son parti opposant, le parti communiste des Philippines. Sa fondation est influencée par le Cri de Pugad Lawin et de la Révolution d'octobre.

## Fondation
Le PKP-1930 est fondé par Crisanto Evangelista, accompagné d'autres intellectuels et militants syndicaux de gauche. Cette lutte puise son inspiration dans l'influence marxistes-léninistes. Son but est l'unification des travailleurs et de la paysannerie afin de lutter contre les conditions d'exploitations imposées par les forces coloniales et capitalistes. Crisanto Evangelista et ses compagnons se sont dirigés vers une gauche plus radicale à la suite de leur engagement auprès du Komitnern, du Profintern et du CPUSA. Ils ont également fait partie du Congreso Obrero de Filipinas mais en ont été évincé en raison de leur radicalisation vers la gauche, qui les poussa à fonder le PKP-1930.   

## Seconde guerre mondiale et après guerre
Les Philippines n'échappent pas au ravage de la seconde guerre mondiale et doit faire face à l'invasion japonaise. Certains membres du PKP-1930 rejoingnent des mouvements de guérilla contre l'occupant japonais et le gouvernement philippin soutenu par les États-Unis. Le PKP-1930 contribue à organiser la lutte armée contre l'invasion des Japonais avec la création du Hukbalahap en 1942. Ces initiatives permettent au parti de se renforcer au sein des mouvements ouvriers et paysans. Après avoir repoussé l'invasion japonaise, les Philippines connaissent l'insurrection Huk peu après son indépendance, de 1946 à 1954.